# Ferrovia Gospel Oak-Barking
La ferrovia Gospel Oak-Barking (in inglese Gospel Oak to Barking Line, nota anche con il soprannome Goblin) è una linea ferroviaria britannica che connette Gospel Oak, nel nord di Londra, a Barking Riverside nell'est.

## Storia

### Origini

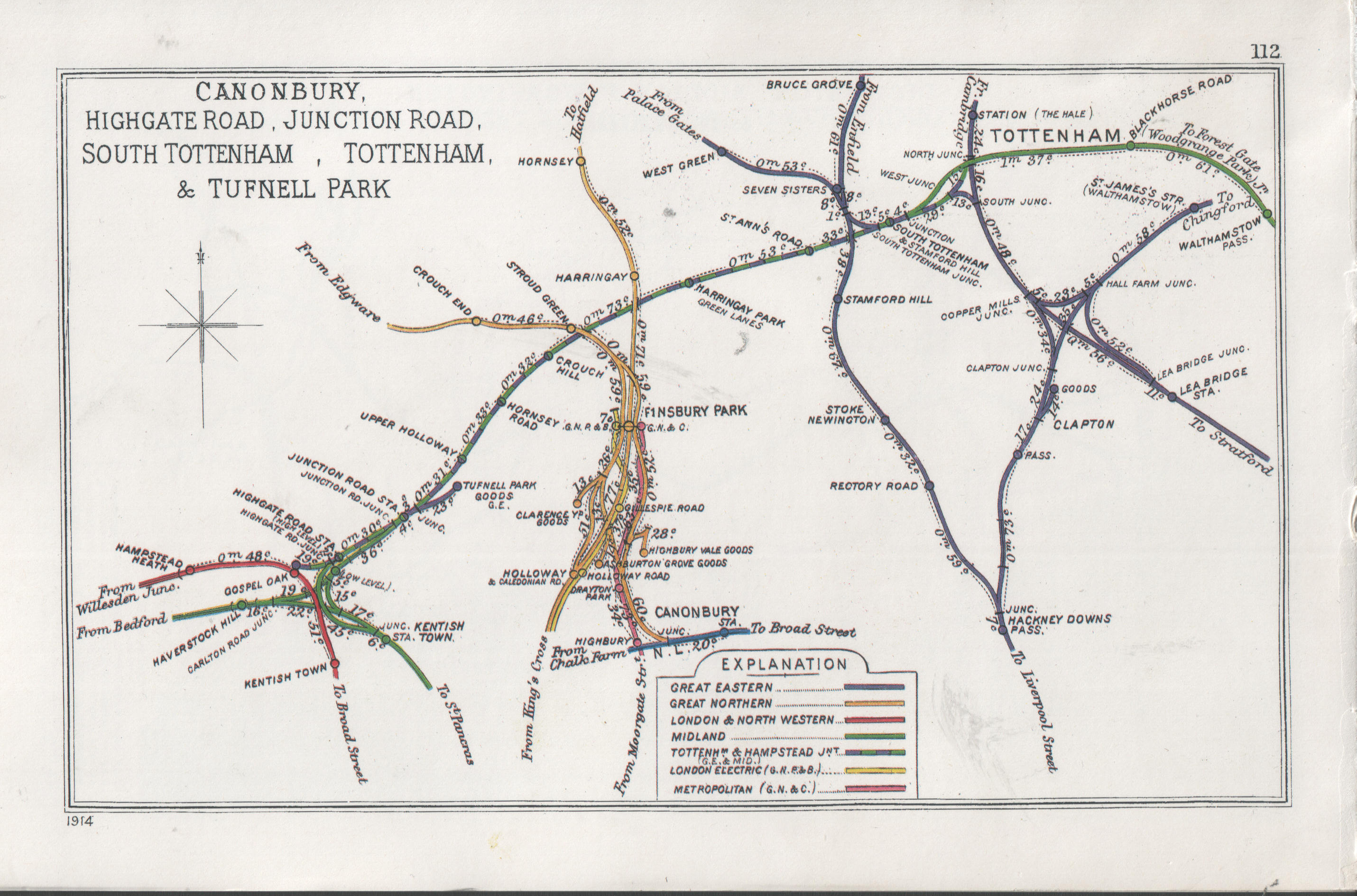
Mappa del 1914 della Tottenham and Hampstead Junction Railway

La linea esiste, nella struttura attuale, dal 1981; in effetti però, la maggior parte del tracciato è stata recuperata da strade ferrate costruite nel XIX secolo. La parte principale della linea, fra South Tottenham e Woodgrange Park, venne costruita dalla Tottenham and Forest Gate Railway, una aggregazione fra Midland Railway e London, Tilbury and Southend Railway. Essa venne aperta il 9 luglio 1894, collegando le Midland and Great Eastern joint line a South Tottenham, e la Forest Gate and Barking line a Woodgrange Park. La sezione a ovest di South Tottenham venne originariamente costruita dalla Tottenham and Hampstead Junction Railway, che venne aperta nel 1868 ma non ebbe un buon successo commerciale come ferrovia a sé stante.
Anche se il collegamento fra Upper Holloway e Woodgrange Park è rimasto costante nel tempo, diverse stazioni si sono alternate come capolinea sia ad est che ad ovest. Kentish Town, St Pancras, Gospel Oak e Moorgate (via St Pancras) sono state tutte capolinea ovest. East Ham fu un capolinea alternativo per diverso tempo. Alcuni treni venivano estesi al di là di Barking verso destinazioni come Southend e Tilbury.
Un collegamento con Gospel Oak venne aggiunto nel 1888, anche se la rotta via Kentish Town rimase quella principale e la diramazione per Gospel Oak venne abbandonata nel 1926. Il collegamento con East Ham venne abbandonato nel 1958.
La sezione Tottenham and Hampstead Junction Railway della linea aveva un numero addizionale di stazioni che vennero poi chiuse, in quanto troppo vicine ad altre stazioni o per altri motivi. Fra queste Highgate Road (chiusa nel 1918), Junction Road (chiusa nel 1943), Hornsey Road (chiusa nel 1943) e St Ann's Road (chiusa nel 1942).

### XX secolo
Nel 1963 venne considerata la possibile chiusura dei servizi passeggeri linea nell'ambito del piano di tagli e ristrutturazioni alla rete ferroviaria inglese noto come Beeching Axe. Anche in seguito alle proteste degli utilizzatori locali, che formarono un gruppo per impedire la chiusura, il progetto non andò a buon fine, come molte delle proposte di Beeching per la zona di Londra. La linea rimase in esercizio ma cadde in cattive condizioni a causa della mancata manutenzione.  Dal 1980 le frequenze vennero ridotte a un treno per ora fra Kentish Town e Barking. Le pensiline furono gradualmente demolite, le biglietterie chiuse e le stazioni non vennero più presidiate.
La situazione iniziò a migliorare nel 1981, quando l'elettrificazione della linea in partenza da St Pancras (che più tardi divenne parte del Thameslink) tagliò fuori il percorso per Kentish Town. Venne realizzata una nuova diramazione per Gospel Oak (che non era più collegata con il resto della linea dal 1939) e il servizio con frequenza oraria da Kentish Town venne sostituito con la rotta tra Gospel Oak e Barking con una frequenza di due treni per ora. Il servizio rimase molto scadente per la vetustà dei treni, fino a quando non vennero sostituiti negli anni novanta.
Fino al 1994 la linea faceva parte della rete sudest della British Rail. In quell'anno fu privatizzata, con la proprietà della linea che passò alla Railtrack (in seguito la Network Rail) mentre il servizio passeggeri era operato dalla North London Railways. Nel 1997 questo fu ceduto alla National Express, che servì la tratta con il suo marchio Silverlink. Dal 2000 in poi, con l'introduzione di nuovo materiale rotabile, la linea vide significativi miglioramenti nell'affidabilità del servizio, mentre rimanevano scarsi i miglioramenti apportati alle stazioni e alla capacità della linea.

### Rete della London Overground

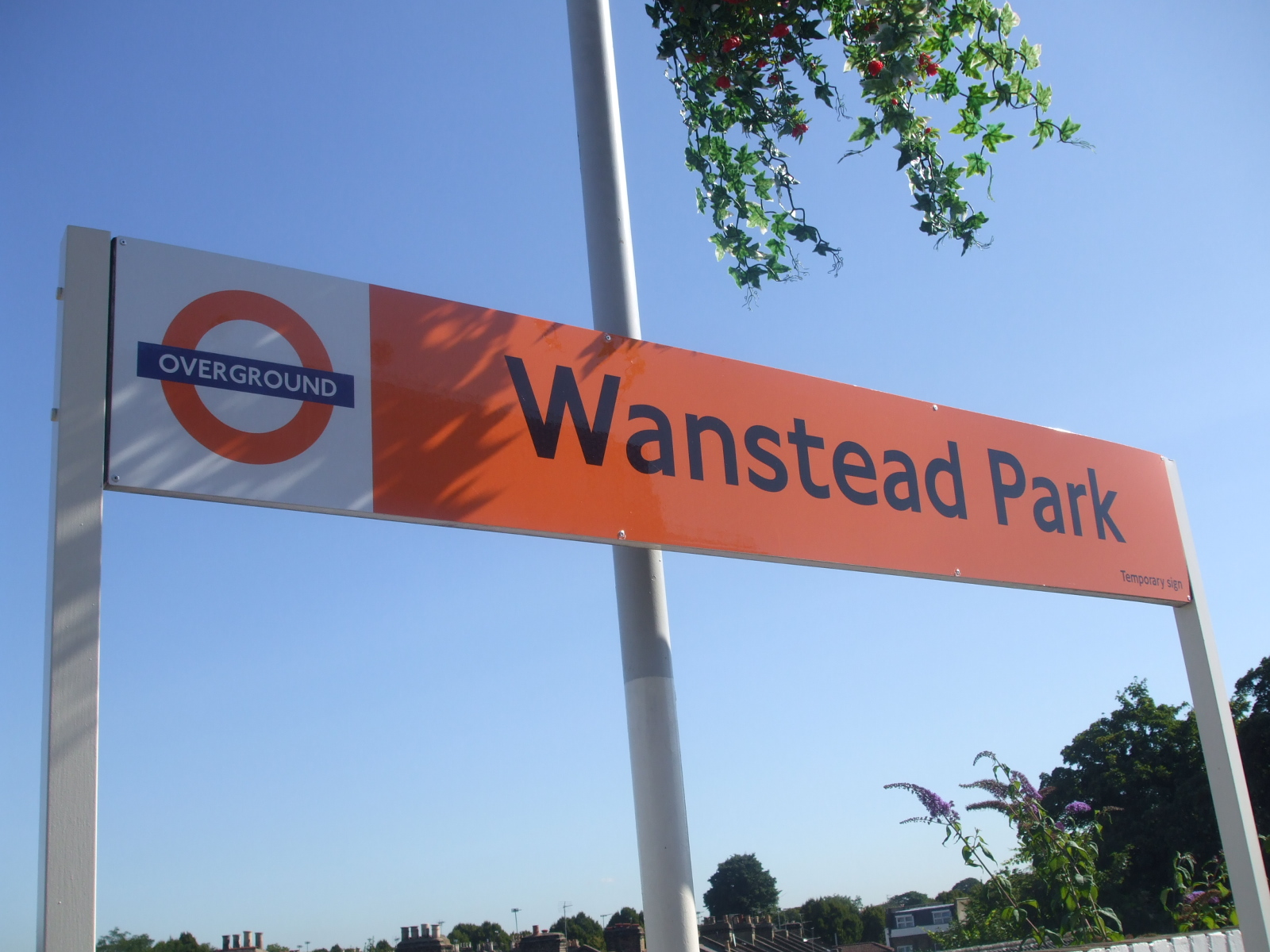
Segnaletica della London Overground a Wanstead Park

Negli ultimi anni, l'utilizzo dei treni è cresciuto in maniera significativa e molte delle linee che attraversano il centro di Londra viaggiano al massimo della loro capacità.

Questo ha portato la ferrovia Gospel Oak-Barking Line ad assumere un'importanza strategica come ferrovia che bypassa il centro di Londra, alleggerendo l'affollamento dei passeggeri su altre linee e consentendo ai passeggeri un percorso più rapido e diretto fra l'est e l'ovest.
La legge Railways Act 2005 ha messo il controllo della linea sotto la gestione della Transport for London (TfL). Nel 2005, la TfL ha iniziato ad aggiungere alcune corse supplementari nelle ore di punta e in tarda serata per alleviare il sovraffollamento dei treni.
La TfL ha assunto il pieno controllo della linea (inserita nella rete della London Overground) nel novembre 2007, introducendo ulteriori frequenze, personale alle stazioni, macchine automatiche per biglietteria e per la vendita di Oyster Card in tutte le stazioni. La linea figura ora nella mappa della metropolitana di Londra.
La linea è rimasta chiusa nel settembre 2008 per lavori di miglioramento eseguiti dalla Network Rail. Con la sostituzione di alcuni cavalcavia e con l'abbassamento dei binari in alcuni tratti, la capacità potenziale è stata portata a otto treni per ora (quattro passeggeri e quattro merci).

L'elettrificazione non era stata inclusa nei lavori svolti, ma si è dovuto attendere fino all'estate del 2013 per l'annuncio che la linea sarebbe stata elettrificata.
I lavori di adeguamento si sono svolti in tappe successive fra il 2016 e il 2017. Per consentire lo svolgimento dei lavori, la linea è rimasta chiusa fra South Tottenham e Barking tra il 6 giugno 2016 e il 27 febbraio 2017, mentre tra Gospel Oak e South Tottenham la chiusura ha interessato tutti i fine settimana tra il 6 giugno e il 23 settembre 2016; dopo tale data, la linea è stata chiusa anche in questo tratto fino al 27 febbraio 2017.
Sebbene l'elettrificazione sia stata completata nel gennaio 2018 una serie di ritardi ha impedito l'introduzione dei nuovi convogli elettrici a quattro carrozze per diversi mesi. Le prime prove di funzionamento si sono svolte nell'ottobre 2018.

### Estensione versoBarking Riverside
Nel 2014 è stato annunciato che la linea sarà estesa verso sud dalla stazione di Barking fino a una nuova stazione a Barking Riverside per servire l'omonima nuova area residenziale di riqualificazione urbana, con una spesa di 263 milioni di sterline dei quali 172 milioni saranno versati dalla Barking Riverside Limited e la parte rimanente dalla Transport for London. Il completamento dell'estensione era previsto entro l'autunno 2022; la stazione è stata aperta, in anticipo sulle previsioni, il 18 luglio 2022.
Nel febbraio 2024, la TfL, nell'ambito del cambio di denominazione di tutte le linee della Overground, ha annunciato il nuovo nome ufficiale della linea, scelto con riferimento alla storia del movimento delle suffragette. Il nuovo nome ufficiale della linea è Suffragette line e sarà identificata sulla mappa con una doppia striscia di colore verde. Il cambiamento dovrebbe avvenire entro la fine del 2024.

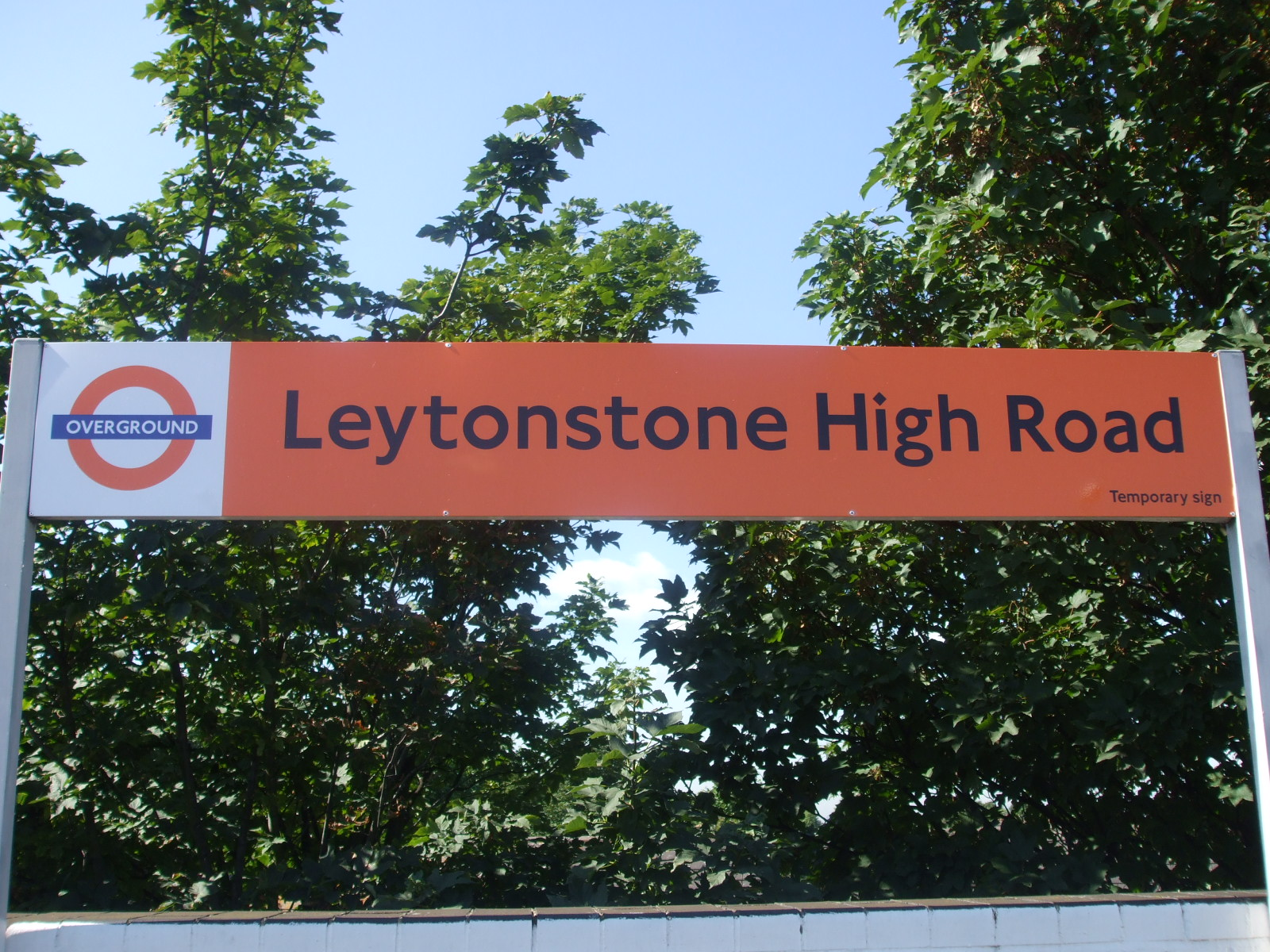
Segnaletica alla stazione di Leytonstone High Road.

### Incidenti
Il 23 gennaio 2020 un vagone merci è deragliato fra le stazioni di a Leyton Midland Road e Walthamstow Queens Road, causando estesi danni a oltre quattro chilometri di binario. La linea è rimasta chiusa fra le stazioni di Barking e South Tottenham  fino al 19 febbraio 2020, durante l’esecuzione dei lavori di riparazione.

### Progetti

#### Renwick Road
La "linea B" scelta per il tracciato dell'estensione da Barking a Barking Riverside prevede la possibilità di una eventuale stazione intermedia, se ce ne fosse necessità in futuro, da costruire a Renwick Road sulla London, Tilbury & Southend Railway in modo da consentire un interscambio tra i servizi della London Overground e della C2c.

#### Estensione a Thamesmead
Oltre all'estensione della linea fino a Barking Riverside, ci sono proposte per un ulteriore prolungamento attraverso il Tamigi fino a una stazione a Thamesmead e di qui fino ad Abbey Wood per collegarsi con l'estensione del Crossrail aperto nel 2022 come linea Elizabeth.

#### Altri cambiamenti proposti
Residenti locali e utilizzatori della linea hanno proposto di aggiungere una stazione tra Leytonstone High Road e Wanstead Park.
Il gruppo di utilizzatori della linea e il consiglio del borgo di Islington hanno sostenuto la riapertura della stazione di Junction Road, dato che la sua vicinanza a Tufnell Park consentirebbe un interscambio con la Northern line.

## Caratteristiche
La linea è a scartamento ferroviario di tipo ordinario a 1435 mm.
La trazione è elettrica a 25 kV a corrente alternata tramite per mezzo di linea aerea a 25 kV in corrente alternata, completata nel 2018.Prima del 2018, la linea era non elettrificata e tutti i treni che la percorrevano erano con motore Diesel.
La linea può accogliere treni con una sagoma limite sino a W10. 

### Percorso
|  |  |  | Continuation backward |

|  | Continuation backward | Unknown route-map component "STR+l" | Unknown route-map component "ABZlr" | Unknown route-map component "STR+r" |

|  | Straight track | Unknown route-map component "XBHF-L" | Unknown route-map component "KXBHFa-R" | Straight track |

| Unknown route-map component "CONTgq" | Unknown route-map component "KRZu" | One way rightward | Unknown route-map component "ABZg+l" | One way rightward |

|  | Unknown route-map component "ABZgl" | Unknown route-map component "STR+r" | Straight track |  |

|  | Unknown route-map component "eABZg+l" | Unknown route-map component "eKRZ" | Unknown route-map component "eABZg+r" |  |

|  | Unknown route-map component "eABZg+l" | Unknown route-map component "eABZg+r" | Straight track |  |

|  | Straight track | Unknown route-map component "etBHFa@f" | Unknown route-map component "hSTRa@g" |  |

|  | Straight track | Unknown route-map component "tSTRe" | Unknown route-map component "ehtBHFa@f" |  |

|  | Unknown route-map component "CONT3+g" | Enter and exit short tunnel | Enter and exit short tunnel |  |

|  |  |  | Unknown route-map component "bSHI2+lr" |

|  | Unknown route-map component "ulCONTg@Fq" | Unknown route-map component "utSTRq" | Unknown route-map component "mKRZt" | Unknown route-map component "utSTR+r" |  |

|  |  |  | Unknown route-map component "eBHF" | Urban tunnel straight track |  |

|  |  |  | Unknown route-map component "ACC" | Urban tunnel stop on track |  |

|  |  |  | Straight track | Unknown route-map component "utSTRl" | Unknown route-map component "utCONTfq" |

|  |  |  | Unknown route-map component "eBHF" |

|  |  |  | Station on track |

|  | Unknown route-map component "exCONTgq" | Unknown route-map component "exSTRq" | Unknown route-map component "eKRZu" | Unknown route-map component "exSTRq" | Unknown route-map component "exCONTfq" |

|  | Unknown route-map component "CONTgq" | Transverse track | Unknown route-map component "KRZol" | Transverse track | Unknown route-map component "CONTfq" |

|  | Unknown route-map component "utCONTgq" | Unknown route-map component "utHSTq" | Unknown route-map component "mKRZt" | Unknown route-map component "utSTRq" | Unknown route-map component "utCONTfq" |

|  | Unknown route-map component "ACC" |

|  | Unknown route-map component "utCONTgq" | Unknown route-map component "utSTRq" | Unknown route-map component "mKRZt" | Unknown route-map component "utSTR+r" |  |

|  |  | Unknown route-map component "eBHF" | Urban tunnel straight track |

|  | Unknown route-map component "CONTgq" | Transverse track | Unknown route-map component "KRZu+l" | Unknown route-map component "umtTINT" | Unknown route-map component "CONTfq" |

|  |  | Station on track | Urban tunnel straight track |

|  | Unknown route-map component "STR+l" | Unknown route-map component "ABZgr" | Urban tunnel straight track |

|  | Unknown route-map component "CONTgq" | Unknown route-map component "SHI4gl+xlq" | Unknown route-map component "KRZo" | Unknown route-map component "umtTINT" | Unknown route-map component "CONTfq" |

|  | Transverse water | Transverse water | Unknown route-map component "hKRZWae" | Unknown route-map component "utKRZW" | Transverse water |

|  |  | Unknown route-map component "XBHF-L" | Unknown route-map component "utXBHF-R" |

|  |  | Unknown route-map component "CONTgq" | Unknown route-map component "KRZu" | Unknown route-map component "umtTINT" | Unknown route-map component "CONTfq" |

|  |  | Unknown route-map component "ACC" | Unknown route-map component "utENDEe" |

|  | Station on track |

|  | Unknown route-map component "RP4e" | Unknown route-map component "SKRZ-G4o" | Unknown route-map component "RP4w" |

|  | Unknown route-map component "uCONTgq" | Unknown route-map component "mKRZo" | Unknown route-map component "uCONTfq" |

|  | Station on track |

|  | Station on track |

|  | Unknown route-map component "CONTgq" | Unknown route-map component "KRZo" | + Unknown route-map component "STR+r" + Unknown route-map component "CONTf@Fq" |

|  |  | Unknown route-map component "ABZg+l" | One way rightward |

|  | Station on track |

|  | Unknown route-map component "tCONTgq" | Unknown route-map component "KRZt" | Unknown route-map component "tCONTfq" |

|  | Unknown route-map component "RP4e" | Unknown route-map component "SKRZ-G4o" | Unknown route-map component "RP4w" |

| Unknown route-map component "CONTgq" | Unknown route-map component "ABZgxr+r" |

|  | Unknown route-map component "ACC" |

|  |  | Unknown route-map component "ABZgl" | Unknown route-map component "CONTfq" |

|  | Unknown route-map component "ACC" |

|  | Unknown route-map component "KACCe" |

## Traffico
La linea fa parte della rete del National Rail e la linea ferrata è di proprietà della Network Rail, tranne il tratto finale che essendo nuovo appartiene a Trasport for London. Viene impiegata sia per traffico merci che passeggeri.
La maggior parte dei servizi passeggeri che servono la linea sono parte della rete della London Overground (affidato in gestione alla Arriva Rail London) La linea vede un servizio regolare lungo tutta la sua lunghezza, tra Barking Riverside e Gospel Oak, di treni della linea Suffragette. Inoltre, c'è anche un singolo servizio mattutino nei giorni feriali da Woodgrange Park a Willesden Junction, che ferma in tutte le stazioni intermedie tranne Gospel Oak. Alcuni servizi della London Overground figurano occasionalmente sugli orari per collegarsi con Stratford e Seven Sisters sulle ferrovie della Valle del Lea passando per South Tottenham.

Un'altra società ferroviaria, la C2c, effettua poche corse al giorno per collegare Barking a Stratford, passando per Woodgrange Park. 
Il trasporto merci viene operato dalle compagnie Db Cargo UK, GB Railfreight e Freightliner. La linea gestisce un notevole traffico merci, dato che fa parte di un anello che avvolge Londra interconnesso a molte linee radiali fra le quali la North London Line a Gospel Oak.

## Materiale rotabile
Al passaggio della linea alla London Overground, tutti i treni avevano trazione Diesel poiché la linea non era ancora interamente elettrificata. La linea era elettrificata a South Tottenham per consentire il collegamento da Seven Sisters a Stratford e poi da Barking all'incrocio con la Great Eastern Main Line. Questi brevi tratti erano usati soltanto occasionalmente da treni elettrici. La linea era servita da otto locomotori diesel della Classe 172 a due carrozze.
Con il completamento dell'elettrificazione della linea, avvenuta nel 2018, era previsto l'utilizzo di nuovi treni elettrici modello Classe 710 a quattro carrozze a partire dal novembre 2018.
Dopo molti ritardi dovuti a problemi di software che ne hanno ritardato la consegna, i treni elettrici della Classe 710 sono entrati in servizio nel maggio 2019 e, a partire dall'agosto 2019, tutti i treni in funzione sulla linea sono a trazione elettrica. La Transport for London ha offerto un mese di viaggio gratuito sulla linea, nel settembre 2019, quale compensazione verso i passeggeri per i disagi dovuti al grave ritardo accumulato.